# ایپورو دو اوسته
ایپورو دو اوسته (به پرتغالی: Iporã do Oeste) یک منطقهٔ مسکونی در برزیل است که در سانتا کاتارینا واقع شده‌است. ایپورو دو اوسته ۹٬۰۴۵ نفر جمعیت دارد.